# Ley de Lambert

Tasa de emisión (fotones /s) en una dirección normal y oblicua. El número de fotones / segundo dirigido en cualquier cuña es proporcional al área de la cuña.

Intensidad observada (fotones/ (s·cm²·sr)) para un observador normal y oblicuo; dA_{0} es el área de la abertura de observación y dΩ es el ángulo sólido subtendido por la abertura desde el punto de vista del elemento de área de emisión.

La ley de Lambert  trata sobre la iluminancia de una superficie situada a una cierta distancia de una fuente de luz. Determina que la iluminación producida por una fuente luminosa sobre una superficie es directamente proporcional a la intensidad de la fuente y al coseno del ángulo que forma la normal a la superficie con la dirección de los rayos de luz y es inversamente proporcional al cuadrado de la distancia a dicha fuente.

## Simbología
| Símbolo                        | Nombre                                                                         | Unidad |
| ------------------------------ | ------------------------------------------------------------------------------ | ------ |
| {\displaystyle E}              | Irradiación sobre la superficie esférica {\displaystyle A}                     | W / m4 |
| {\displaystyle I}              | Intensidad luminosa                                                            | W / m2 |
| {\displaystyle \Delta \Phi }   | Flujo de radiación emitido por el ángulo sólido {\displaystyle \Delta \Omega } | W / m2 |
|                                | Dimensiones                                                                    |        |
| {\displaystyle A}              | Superficie esférica                                                            | m2     |
| {\displaystyle \Delta A}       |                                                                                | m2     |
| {\displaystyle \Delta A'}      |                                                                                | m2     |
| {\displaystyle r}              | Radio                                                                          | m      |
| {\displaystyle \alpha }        | Ángulo entre la normal a {\displaystyle \Delta A'} y {\displaystyle \Delta A}  |        |
| {\displaystyle \Delta \Omega } | Ángulo sólido en que {\displaystyle \Delta A'} es visto por {\displaystyle S}  | sr     |

## Descripción
Si se llama {\displaystyle r} a la distancia entre un punto de origen {\displaystyle S} y una porción de la superficie {\displaystyle \Delta A'} orientada, la proyección de {\displaystyle \Delta A'} por encima de la superficie del centro esférico {\displaystyle S} y radio {\displaystyle r} es:

{\displaystyle \Delta A=\Delta A'\cdot \cos \alpha }.

|               | 1                                                                                                  | 2                                                                                                  | 3                                                                                                  | 4                                                                                                  |
| ------------- | -------------------------------------------------------------------------------------------------- | -------------------------------------------------------------------------------------------------- | -------------------------------------------------------------------------------------------------- | -------------------------------------------------------------------------------------------------- |
| Ecuaciones    | {\displaystyle E={\frac {\Delta \Phi }{\Delta A'}}}                                                | {\displaystyle \Delta \Phi =I\ \Delta \Omega }                                                     | {\displaystyle \Delta \Omega ={\frac {\Delta A}{r^{2}}}}                                           | {\displaystyle \Delta A=\Delta A'\ \cos \alpha }                                                   |
| Sustituyendo  | | | {\displaystyle \Delta \Omega ={\frac {\Delta A'\ \cos \alpha }{r^{2}}}}                            | {\displaystyle \Delta \Omega ={\frac {\Delta A'\ \cos \alpha }{r^{2}}}}                            |
| Sustituyendo  | | {\displaystyle \Delta \Phi =I\ {\Bigl (}{\frac {\Delta A'\ \cos \alpha }{r^{2}}}{\Bigr )}}         | {\displaystyle \Delta \Phi =I\ {\Bigl (}{\frac {\Delta A'\ \cos \alpha }{r^{2}}}{\Bigr )}}         | {\displaystyle \Delta \Phi =I\ {\Bigl (}{\frac {\Delta A'\ \cos \alpha }{r^{2}}}{\Bigr )}}         |
| Sustituyendo  | {\displaystyle E={\frac {I}{\Delta A'}}{\Bigl (}{\frac {\Delta A'\ \cos \alpha }{r^{2}}}{\Bigr )}} | {\displaystyle E={\frac {I}{\Delta A'}}{\Bigl (}{\frac {\Delta A'\ \cos \alpha }{r^{2}}}{\Bigr )}} | {\displaystyle E={\frac {I}{\Delta A'}}{\Bigl (}{\frac {\Delta A'\ \cos \alpha }{r^{2}}}{\Bigr )}} | {\displaystyle E={\frac {I}{\Delta A'}}{\Bigl (}{\frac {\Delta A'\ \cos \alpha }{r^{2}}}{\Bigr )}} |
| Simplificando | {\displaystyle E={\frac {I\ \cos \alpha }{r^{2}}}}                                                 | {\displaystyle E={\frac {I\ \cos \alpha }{r^{2}}}}                                                 | {\displaystyle E={\frac {I\ \cos \alpha }{r^{2}}}}                                                 | {\displaystyle E={\frac {I\ \cos \alpha }{r^{2}}}}                                                 |

Ley de Lambert:
{\displaystyle E={\frac {I\ \cos \alpha }{r^{2}}}}
En el caso de que la radiación incida perpendicularmente a la superficie, se tendrá {\displaystyle \alpha =0}, entonces la fórmula se convierte en:

{\displaystyle E={I \over r^{2}}}

De esta relación se deriva la ley del cuadrado de las distancias, que se utiliza cuando se compara la iluminación producida en una superficie por dos fuentes diferentes. Esta ley establece que las intensidades de la luz de las dos fuentes son la una respecto a la otra como la relación de los cuadrados de sus distancias a dicha superficie:

{\displaystyle {\frac {I_{1}}{I_{2}}}={\frac {r_{1}^{2}}{r_{2}^{2}}}}

El principio de funcionamiento de los fotómetros se basa en esta ley: la medición de las distancias de las fuentes a un panel uniformemente iluminado, conociendo la intensidad de la primera fuente, es posible determinar la intensidad de la segunda.

## Consideraciones
La ley de Lambert muestra que un mismo flujo de energía emitido por una fuente de luz se distribuye sobre una superficie cada vez mayor al aumentar la distancia entre la superficie y la fuente. Esto significa que si para una unidad de distancia {\displaystyle r} el área que intercepta la radiación es {\displaystyle 1m^{2}}, a una distancia {\displaystyle 2r} la radiación se distribuye sobre un área cuatro veces mayor y en consecuencia recibirá {\displaystyle 1/4} de la irradiación anterior.